# Primera batalla de Memphis
La primera batalla de Memphis fue una batalla naval que tuvo lugar el 6 de junio de 1862 en el rio Mississippi, al norte de la ciudad de Memphis, durante la guerra de Secesión o guerra civil estadounidense y acabó con victoria de la Unión. No debe confundirse con un enfrentamiento bélico terrestre que tuvo lugar en abril de 1864 y recibe el nombre de segunda batalla de Memphis.

## Desarrollo
El enfrentamiento se inició al amanecer del 6 de junio. La batalla finalizó a media mañana con la destrucción casi total de los barcos confederados, tras lo cual la ciudad se rindió.
Las barcos confederados eran vapores de rio que habían sido incautado en Nueva Orleans y transformados para actvidades militares, estaban apostados en Memphis y tenían la misión de bloquear el descenso de la Unión por el río. Estaban dirigidos por James E. Montgomery, un capitán de barco fluvial en la vida civil. Estaban pobremente armados, cada uno de ellos contaba únicamente con uno o dos cañones de calibre ligero.
Al terminar la batalla, Memphis, la quinta ciudad más grande de la Confederación, dejó de oponer resistencia y fue ocupada por tropas de Unión. La flota fluvial de la Unión estaba en disposición de continuar su avance  en dirección sur hacia Vicksburg y completar su dominio en el Mississippi.